# 야로슬라프 2세 프세볼로도비치

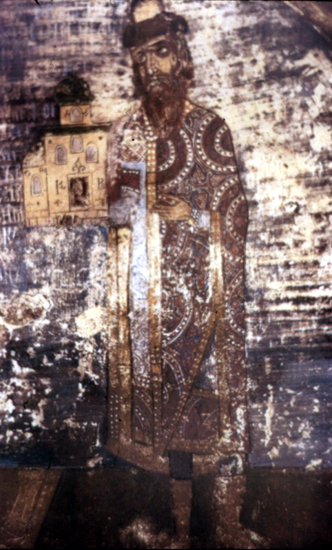
야로슬라프 2세

야로슬라프 2세(러시아어: Ярослав Всеволодович 야로슬라프 프세볼로도비치[*], 1191년 2월 8일 ~ 1246년 9월 30일)는 키예프 대공국의 대공(재위: 1236년 ~ 1238년)이자 블라디미르 대공국의 대공(재위: 1238년 ~ 1246년)이다. 류리크 왕조 출신이다.

## 생애
키예프 대공국의 프세볼로트 3세 대공과 그의 아내인 마리아 시바르노브나(Maria Shvarnovna)의 아들로 태어났다.
1200년에는 쿠만인 군대를 상대로 전투로 벌였다. 1222년에는 노브고로드(벨리키노브고로드) 공작으로 즉위했지만 노브고로드 주민들이 반란을 일으키는 바람에 공작위에서 물러나고 만다.
1234년에는 리투아니아 군대와 튜턴 기사단을 물리쳤다. 1236년 키예프에 입성하면서 키예프 대공으로 즉위했다. 1238년에는 몽골 제국이 키예프 대공국을 침공했고 그의 형인 유리는 몽골 제국과의 전투에서 사망하고 만다.
1243년에는 킵차크 칸국을 성립한 바투 칸에 요청에 따라 사라이를 방문했고 바투 칸에 의해 블라디미르 대공으로 임명되었다. 1246년 카라코룸에서 열린 귀위크 칸의 즉위식에 참석한 뒤에 고향으로 귀환하는 과정에서 독살당했다.